# Ватимениль, Антуан Франсуа Анри Лефевр де
Антуан Франсуа Анри Лефевр де Ватимениль (фр. Antoine François Henri Lefebvre de Vatimesnil; 19 декабря 1789, Руан — 10 октября 1860, Сент-Мари-де-Ватимениль) — французский адвокат, юрист и политик, депутат Национального собрания Франции (1828—1834), министр образования Франции (1828—1829). Офицер ордена Почётного легиона.

## Биография
Родился 19 декабря 1789 года в городе Руане в семье французского политического деятеля Пьера Анри Лефевра де Ватимениля (1751—1831), который с 1820 по 1827 год был членом Палаты депутатов Франции.
Получив необходимое образование, был, в 1810 году, принят в коллегию адвокатов. В 1812 году был назначен аудитором-консультантом в суде Парижа, заместителем прокурора в суде Сены в 1815 году, помощником генерального прокурора в суде Парижа в 1817 году и первым помощником генерального прокурора в суде пэров 22 февраля 1821 года. На этих должностях он участвовал в нескольких политических процессах, в частности, в деле популярного сатирика Пьера-Жана де Беранже, что принесло де Ватименилю определённую известность.
В 1822 году Пьер-Дени, граф де Пейронне назначил Антуана Франсуа Анри Лефевра де Ватимениля генеральным секретарём Министерства юстиции Франции. Он был государственным советником и генеральным адвокатом в Кассационном суде в 1824 году. 3 января 1828 года он был назначен кандидатом в депутаты от Корсики, но выборы были отменены, поскольку его сочли «недостаточно взрослым».
1 февраля 1828 года Ватимениль был назначен королевским указом министром образования в министерстве Жана-Батиста де Мартиньяка, несмотря на то, что он не был членом ни одной из палат из-за своего «юного» возраста. Его назначение вызвало протесты, и его обвинили в «связях с конгрегациями и проникновении их таинственными доктринами». Даже, как правило нейтральный, российский историк В. А. Мякотин в своей статье о Ватимениле, опубликованной в 1892 году на страницах «Энциклопедического словаря Брокгауза и Ефрона» отзывается о нём крайне нелестно:

«Человек посредственный, В. не был особенно упорен в своих убеждениях. Склонный к клерикализму, он подчинялся, однако, давлению общественного мнения и делал много уступок либеральной партии.»

Тем не менее, к удивлению критиков Ватимениля, его первый циркуляр рекомендовал свободу совести и развитие начального образования. Он провел важные изменения в своем департаменте, введя изучение современных языков в школах и заметно повысив оплату труда учителей. Его главной заботой были условия работы учителей начальной школы, которые вручили ему медаль, когда он вышел в отставку в 1829 году вместе с кабинетом Мартиньяка. Кроме того, за время пребывания в должности Ватимениль реорганизовал Высшую нормальную школу Парижа, создал кафедру международного права на юридическом факультете, восстановил кафедру административного права и одобрил основание Écoles centrales. Он выступил в Палатах в защиту указов от 16 июня 1828 года, которые подчиняли церковные учебные заведения университетской системе.
Оставив министерский портфель де Ватимениль продолжил свою политическую карьеру. 23 июня 1830 года он был избран депутатом от округа Нор (Валансьен). После Июльской революции стал докладчиком нового избирательного закона. Был переизбран от Валансьена 5 июля 1831 года. Выступал против разводов и был докладчиком по бюджету судебной системы. 
В 1834 году не баллотировался на выборах и вернулся к своей юридической практике. Он стал адвокатом многих религиозных конгрегаций и был вице-президентом избирательного комитета религиозной свободы в 1843 году. Дважды отказывался от пэрства, которое ему предлагали Вильмен и Монталамбер. После Февральской революции 1848 года он был (13 мая 1849 года) избран представителем департамента Эр в Законодательном собрании, где был одним из лидеров монархического большинства. Он выступал против государственного переворота 2 декабря 1851 года и даже был заключён на несколько дней в форт Мон-Валерьен, прежде чем вернуться к частной жизни.
Антуан Франсуа Анри Лефевр де Ватимениль подписал протест против указов от 22 января 1852 года, конфисковавших имущество Орлеанского дома. Переехав в Сент-Мари-де-Ватимеснил он представлял Этрепаньи в Генеральном совете Эры до самой смерти. Умер 10 октября 1860 года.
Заслуги де Ватимениля были отмечены орденом Почётного легиона.